# Росс (Техас)
Росс (англ. Ross) — місто (англ. city) в США, в окрузі Макленнан штату Техас. Населення — 245 осіб (2020).

## Географія
Росс розташований за координатами 31°43′41″ пн. ш. 97°6′44″ зх. д. / 31.72806° пн. ш. 97.11222° зх. д. (31.728188, -97.112325).  За даними Бюро перепису населення США в 2010 році місто мало площу 4,53 км², уся площа — суходіл.

## Демографія
Згідно з переписом 2010 року, у місті мешкали 283 особи в 106 домогосподарствах у складі 84 родин. Густота населення становила 62 особи/км².  Було 114 помешкання (25/км²).
Расовий склад населення:
| - 99,6 % — білих - 0,4 % — чорних або афроамериканців |

До двох чи більше рас належало 0,0 %. Частка іспаномовних становила 7,1 % від усіх жителів.
За віковим діапазоном населення розподілялося таким чином: 24,4 % — особи молодші 18 років, 59,7 % — особи у віці 18—64 років, 15,9 % — особи у віці 65 років та старші. Медіана віку мешканця становила 43,5 року. На 100 осіб жіночої статі у місті припадало 93,8 чоловіків;  на 100 жінок у віці від 18 років та старших — 107,8 чоловіків також старших 18 років.
Середній дохід на одне домашнє господарство  становив 61 415 доларів США (медіана — 49 375), а середній дохід на одну сім'ю — 77 778 доларів (медіана — 66 563). За межею бідності перебувало 10,8 % осіб, у тому числі 15,0 % дітей у віці до 18 років та 5,3 % осіб у віці 65 років та старших.
Цивільне працевлаштоване населення становило 113 осіб. Основні галузі зайнятості: освіта, охорона здоров'я та соціальна допомога — 31,0 %, виробництво — 18,6 %, роздрібна торгівля — 14,2 %, будівництво — 13,3 %.